# Miz (Huesca)
Miz es una localidad española actualmente despoblada, en la provincia de Huesca, Aragón. Pertenece al municipio de Boltaña, en la comarca de Sobrarbe. 

## Geografía
Situado entre las sierra de Aineto y de Guara, el lugar de Miz se encuentra alejado de grandes poblaciones teniendo que dar un considerable rodeo para llegar al mismo, por lo que el primer problema que se entreve es la comunicación, hecho principal, o uno de los causantes, de su despoblación.
La localidad se enclava dentro de la zona periférica de protección del Parque natural de la Sierra y los Cañones de Guara, muy próxima a la divisoria de aguas que separa la zona septentrional de la oriental del espacio protegido. Actualmente el pueblo deshabitado puede visitarse como actividad senderista, siendo únicamente a pie el medio por el cual es posible llegar hasta él. Cerca del pueblo se encuentra la Peña Baivals, en cuya cima se tiene una gran perspectiva de la zona norte y este del citado Parque.
La aldea de Miz, de muy poca entidad casi siempre estuvo asociada a Bara, algo mayor y con la que estaba en continua interconexión.

## Demografía
Datos demográficos de la localidad de Miz desde 1900:
| --                    | -- | 22 | 19 | 20 | 0 | 10 | -- | -- |
| (Fuente: IAEST e INE) |    |    |    |    |   |    |    |    |

- No figura en el Nomenclátor desde el año 1970.
- Datos referidos a la población de derecho.